# Karl-Ludwig Hartig
Karl Friedrich Wilhelm Ludwig „Karl-Ludwig“ Hartig (* 23. April 1878 in Merseburg; † 13. November 1954 in Ost-Berlin) war ein deutscher Maler und Grafiker.

## Familie
Hartig war der Sohn des Telegraphensekretärs Johann Friedrich Ludwig Hartig und seiner Ehefrau Emilie geb. Sorge. 1917 heiratete er in Berlin die Buchhalterin Anna Auguste Hedwig Krause (* 1878). Einer der Trauzeugen war der Bildhauer Jacob Pleßner. Die Ehe wurde im Dezember 1930 wieder geschieden.
Hartig starb 1954 im Alter von 76 Jahren in seiner Wohnung in Berlin-Friedrichshain am Strausberger Platz. Er hinterließ seine Ehefrau, die Verkäuferin Karoline Elisabeth geb. Reuß, die er 1944 in Berlin geheiratet hatte.

## Werk

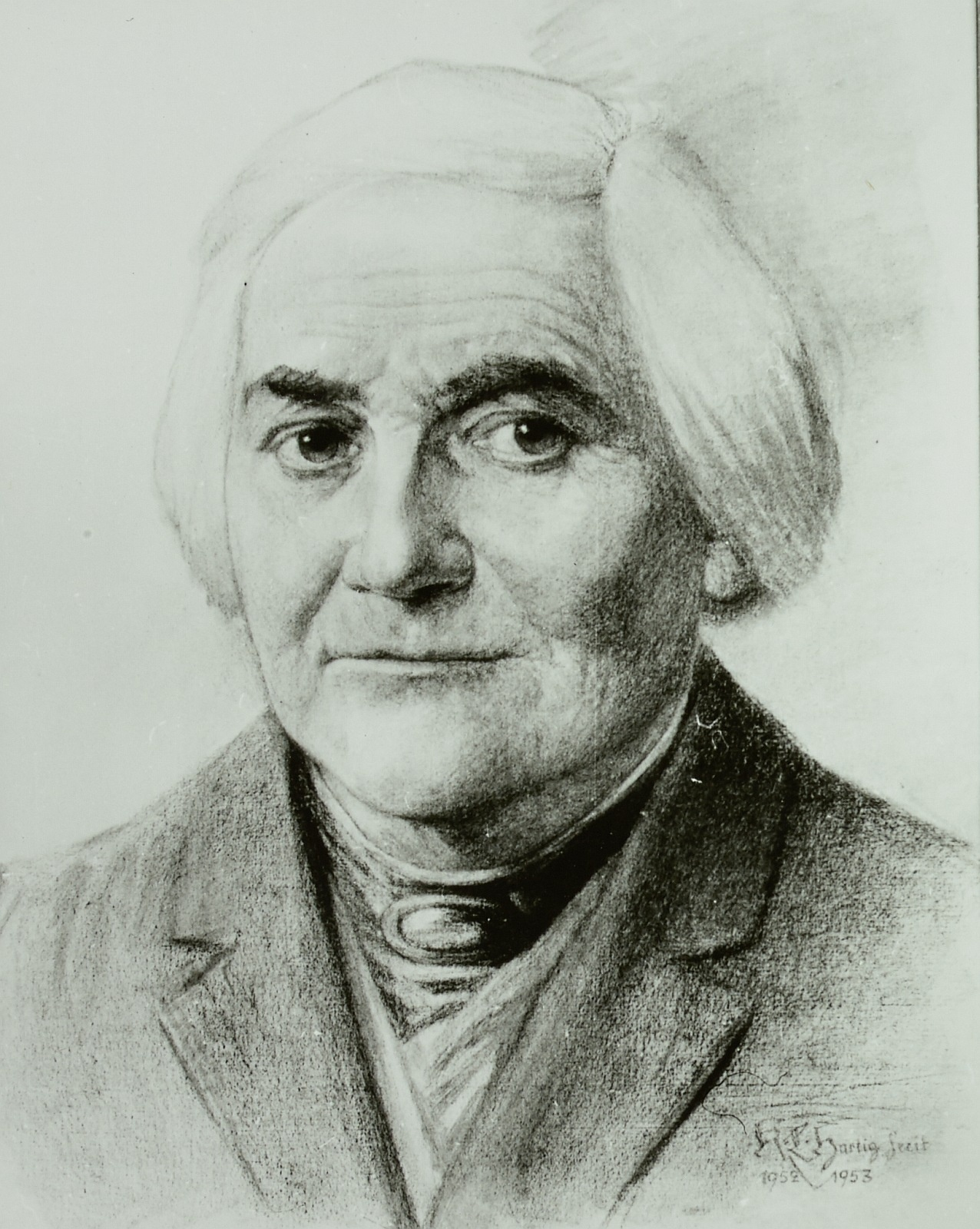
Clara Zetkin (1953)

Hartig besuchte in Berlin die 1. Handwerkerschule und studierte von 1897 bis 1899 an der Königlichen Akademie der Künste in der Tiermalklasse von Paul Friedrich Meyerheim und bei Woldemar Friedrich. Dann arbeitete er als freischaffender Künstler, vor allem als Maler und Lithograf. Er schuf vor allem Porträts und Tierbilder. Hartig war bis 1933 Mitglied des Reichsverbands Bildender Künstler und gehörte dem Vorstand des Berliner Künstlerbunds an.
In der Zeit des Nationalsozialismus war er obligatorisch Mitglied der Reichskammer der bildenden Künste. Es sind aber keine Ausstellungen bekannt, an denen er teilgenommen hätte.
Hartig arbeitete auch in der Sowjetischen Besatzungszone und der DDR als freischaffender Künstler und war Mitglied des Verbands Bildender Künstler der DDR.
Bilder Hartigs sind im Kunsthandel präsent.

## Werke
- Vesperbrot des Orang-Utan „Rolf“ im Zoologischen Garten zu Berlin. in: Die Gartenlaube 1899, S. 889
- Porträt eines Mädchens (1900, Öl auf Leinwand, 53 × 48 cm)[4]
- Löwenpaar (Öl auf Leinwand, 46 × 62 cm)[5]
- Bildnis Benno Seegall und Bildnis Margarethe Seegall, Bleistift-Zeichnungen 1919
- Dackel (1931; Gouache auf dünnem Karton, 23,2 × 31,2 cm)[6]
- Elise Kohlhaas (vor 1953, Aquarell, 64 × 47 cm; auf der Wanderausstellung „Berliner Künstler“)
- Bildnis meiner Mutter (auch Damenporträt) (vor 1953, Öl, 46 × 37 cm; auf der Dritten Deutschen Kunstausstellung)[7]
- Bildnis Clara Zetkin (1952/1953, Kreide auf Leinwand)[8][9]
- Bildnis Staatspräsident Wilhelm Pieck (Öl auf Ölgrund, 90 × 70 cm)[10][9]

## Ausstellungen (unvollständig)
- 1899 und 1920: Berlin, Große Berliner Kunstausstellung
- 1900: Berlin, Ausstellung der Berliner Secession
- 1951/1952: Berlin, Museumsbau am Kupfergraben („Künstler schaffen für den Frieden“)
- 1952: Bautzen, Görlitz und Zittau (Wanderausstellung „Berliner Künstler“)
- 1953: Dresden, Dritte Deutsche Kunstausstellung